# Cetina (wieś w Chorwacji)
Cetina – wieś w Chorwacji, w żupanii szybenicko-knińskiej, w gminie Civljane. W 2011 roku liczyła 195 mieszkańców.

## Charakterystyka
Jest położona na terenie Zagory, na zboczach Gór Dynarskich (na wysokości 385 m n.p.m.), 10 km na północny wschód od Vrliki, na skraju Vrličkiego polja, u źródeł rzeki Cetina.
Miejscowa gospodarka oparta jest na rolnictwie.
W Cetinie znajdują się ruiny kościoła pw. św Spasa z IX wieku, jednego z najlepiej zachowanych zabytków wczesnośredniowiecznej architektury sakralnej.

## Historia
W średniowieczu Cetina nosiła nazwę Vrhrika. Była wówczas siedzibą rodu Čubraniciów.
W 1513 roku została podbita przez Imperium Osmańskie, a jej ludność uszła do Vrliki. Nastąpił napływ ludności ze środkowej części Bałkanów. Rządy osmańskie zakończyły się w 1683 roku.
Podczas wojny w Chorwacji była okupowana przez siły serbskie. W sierpniu 1995 roku Chorwaci odzyskali nad nią kontrolę w wyniku Operacji „Burza”.